# Mridangam

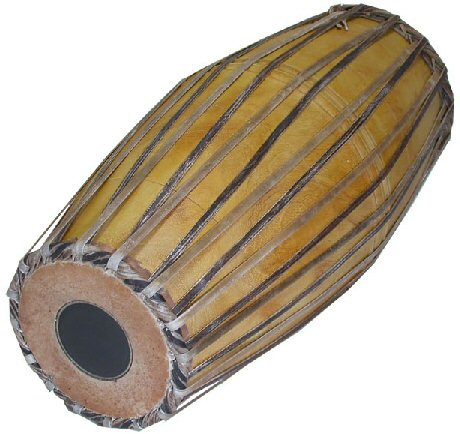
Mridangam

O mridangam é um instrumento de percussão da Índia, especialmente do sul. O instrumento é conhecido como "Deva Vaadyam", ou "instrumento dos deuses". Ao longo dos anos, o mridangam evoluiu para ser feita de diferentes tipos de madeira, devido à sua maior durabilidade.